# Jösse Bosson
Jösse Bosson (Jöns Bosson), död 1456, var en danskfödd fogde på den bohuslänska fästningen Karlsborg. Han är känd i den svenska historien som marsken Tord Bondes baneman. 
Under de ständiga ”svensk-danska” krigen tillbringade Tord Bonde en tid på den nyuppförda Karlsborgs fästning, som var uppkallad efter hans kusin, den svenske kungen  Karl Knutsson. Danskarna höll vid tillfället på att spärra av Göta älv och stoppa Sveriges tillgång till Västerhavet. Slottsfogden Jösse Bosson hade tagit danskarnas parti och utnyttjade tillfället att döda marsken. Enligt samtida versifierade källor ska han först ha förstört hirdens pilbågar – de hade övertalats att sova och lämna bevakningen åt slottsfogden. När alla sov gick Jösse Bosson in i sovgemaket och dödade Tord Karlsson med en yxa. Handlingsmönstret är i rimkrönikesammanhang i viss mån standardiserat och källornas tillförlitlighet får bedömas därefter.